# Leonardo Talamonti
Leonardo José Talamonti (Álvarez, 12 novembre 1981) è un ex calciatore argentino, di ruolo difensore.

## Carriera
Nato in Argentina ma di origini italiane (suo nonno proveniva infatti da Ripatransone in provincia di Ascoli Piceno), esordisce nella massima divisione argentina nella stagione 2000-2001 con il Rosario Central, squadra in cui è cresciuto calcisticamente, totalizzando 93 presenze e segnato 7 reti, sino al fallimento economico del club posto sotto amministrazione controllata.
Nell'agosto del 2004 viene ingaggiato, con la modalità del prestito con diritto di riscatto da una società di intermediazione, dalla Lazio del neo-presidente romano Claudio Lotito.
Sotto la guida di Mimmo Caso, il 27 ottobre 2004 esordisce in Serie A nella partita Lazio-Messina (2-0). Nella stagione 2004-2005 totalizza 13 presenze di cui 12 in campionato, segnando la rete del pareggio nella gara terminata 1-1 al Giuseppe Meazza contro l'Inter, e una in Coppa Italia contro il Cagliari.
L'annata successiva il giocatore non viene riscattato dalla società romana, tornando a giocare in Argentina nel River Plate, dove colleziona 24 presenze e 2 reti.
Nell'agosto del 2006 torna in Italia, e viene preso in prestito dall'Atalanta, dove riesce a ritagliarsi un posto da titolare. Nel campionato totalizza 20 presenze senza mai segnare; l'affetto dimostrato dai tifosi induce l'Atalanta a ingaggiarlo con un contratto quinquennale nell'estate 2007.
Alla quarta giornata del campionato 2007-2008, durante la partita contro la Lazio, subisce un grave infortunio ai legamenti crociati del ginocchio. Rientra in campo solo a marzo, compromettendo di fatto la sua stagione: saranno solo 9 le presenze con la casacca nerazzurra.
La stagione successiva riparte da titolare disputando 30 presenze con una rete proprio contro gli ex compagni della Lazio, segnando così il suo primo gol con la maglia dell'Atalanta.
La stagione 2009-2010 non la inizia nei migliori dei modi: si infortuna prima nella trasferta di Bari e il mister orobico, Antonio Conte, gli preferisce Paolo Bianco. Con l'arrivo del nuovo allenatore, Mutti, ottiene più spazio, ma un nuovo infortunio ne limita ancora l'utilizzo. A fine stagione la compagine atalantina retrocede in Serie B.
La stagione successiva parte titolare nel 4-4-2, ma accusa le solite ricadute muscolari che lo faranno rimanere lontano dal terreno di gioco; conclude la stagione con 9 presenze, tutte in campionato.
Il 4 luglio 2011 risolve consensualmente il rapporto contrattuale con l'Atalanta. Lascia la squadra nerazzurra dopo cinque stagioni, con 86 partite all'attivo (85 in campionato e 1 in Coppa Italia) e un'unica rete.
Successivamente il giocatore trova l'accordo con il Rosario Central, sua ex squadra che milita in Primera B Nacional del campionato argentino.
Il 30 luglio 2013 viene acquistato dallo Sportivo Belgrano, club neopromosso nella seconda serie argentina.
Nel 2015 si trasferisce all'Atlanta, formazione di Primera B Metropolitana, per poi essere acquistato l'anno successivo dal Platense.

## Statistiche

### Presenze e reti nei club
| Stagione                 | Squadra                  | Campionato               | Campionato | Campionato | Coppe nazionali | Coppe nazionali | Coppe nazionali | Coppe continentali | Coppe continentali | Coppe continentali | Altre coppe | Altre coppe | Altre coppe | Totale | Totale |
| Stagione                 | Squadra                  | Comp                     | Pres       | Reti       | Comp            | Pres            | Reti            | Comp               | Pres               | Reti               | Comp        | Pres        | Reti        | Pres   | Reti   |
| ------------------------ | ------------------------ | ------------------------ | ---------- | ---------- | --------------- | --------------- | --------------- | ------------------ | ------------------ | ------------------ | ----------- | ----------- | ----------- | ------ | ------ |
| 2000-2001                | Rosario Central          | PD                       | 1          | 0          | -               | -               | -               | CL                 | 0                  | 0                  | -           | -           | -           | 1      | 0      |
| 2001-2002                | Rosario Central          | PD                       | 19         | 1          | -               | -               | -               | -                  | -                  | -                  | -           | -           | -           | 19     | 1      |
| 2002-2003                | Rosario Central          | PD                       | 34         | 1          | -               | -               | -               | -                  | -                  | -                  | -           | -           | -           | 34     | 1      |
| 2003-2004                | Rosario Central          | PD                       | 35         | 5          | -               | -               | -               | CS+CL              | 2+7                | 0                  |             | -           | -           | 44     | 5      |
| ago. 2004                | Rosario Central          | PD                       | 4          | 0          | -               | -               | -               | -                  | -                  | -                  |             | -           | -           | 4      | 0      |
| ago. 2004-2005           | Lazio                    | A                        | 12         | 1          | CI              | 1               | 0               | CU                 | 0                  | 0                  | SI          | 0           | 0           | 13     | 1      |
| 2005-2006                | River Plate              | PD                       | 24         | 2          | -               | -               | -               | CS+CL              | 2+6                | 0                  | -           | -           | -           | 32     | 2      |
| ago. 2006                | River Plate              | PD                       | 0          | 0          | -               | -               | -               | CS+CL              | 0                  | 0                  | -           | -           | -           | 0      | 0      |
| ago. 2006-2007           | Atalanta                 | A                        | 20         | 0          | CI              | 0               | 0               | -                  | -                  | -                  | -           | -           | -           | 20     | 0      |
| 2007-2008                | Atalanta                 | A                        | 9          | 0          | CI              | 0               | 0               | -                  | -                  | -                  | -           | -           | -           | 9      | 0      |
| 2008-2009                | Atalanta                 | A                        | 30         | 1          | CI              | 0               | 0               | -                  | -                  | -                  | -           | -           | -           | 30     | 1      |
| 2009-2010                | Atalanta                 | A                        | 17         | 0          | CI              | 1               | 0               | -                  | -                  | -                  | -           | -           | -           | 18     | 0      |
| 2010-2011                | Atalanta                 | B                        | 9          | 0          | CI              | 0               | 0               | -                  | -                  | -                  | -           | -           | -           | 9      | 0      |
| Totale Atalanta          | Totale Atalanta          | Totale Atalanta          | 85         | 1          |                 | 1               | 0               |                    | -                  | -                  |             | -           | -           | 86     | 1      |
| 2011-2012                | Rosario Central          | BN                       | 8+1        | 0          | CA              | 1               | 0               | -                  | -                  | -                  | -           | -           | -           | 10     | 0      |
| 2012-2013                | Rosario Central          | BN                       | 5          | 0          | CA              | 1               | 0               | -                  | -                  | -                  | -           | -           | -           | 6      | 0      |
| Totale Rosario Central   | Totale Rosario Central   | Totale Rosario Central   | 106+1      | 7          |                 | 2               | 0               |                    | 9                  | 0                  |             | -           | -           | 118    | 7      |
| 2013-2014                | Sportivo Belgrano        | BN                       | 4          | 0          | CA              | 0               | 0               | -                  | -                  | -                  | -           | -           | -           | 4      | 0      |
| 2014-2015                | Sportivo Belgrano        | BN                       | 11         | 0          | CA              | 0               | 0               | -                  | -                  | -                  | -           | -           | -           | 11     | 0      |
| Totale Sportivo Belgrano | Totale Sportivo Belgrano | Totale Sportivo Belgrano | 15         | 0          |                 | 0               | 0               |                    | -                  | -                  |             | -           | -           | 15     | 0      |
| 2015                     | Atlanta                  | BM                       | 14         | 1          | CA              | 0               | 0               | -                  | -                  | -                  | -           | -           | -           | 14     | 1      |
| 2016                     | Platense                 | BM                       | 14         | 1          | CA              | 0               | 0               | -                  | -                  | -                  | -           | -           | -           | 14     | 1      |
| Totale carriera          | Totale carriera          | Totale carriera          | 256+1      | 12         |                 | 4               | 0               |                    | 17                 | 0                  |             | 0           | 0           | 278    | 12     |

## Palmarès

### Club

#### Competizioni nazionali
- Campionato italiano di Serie B: 1

Atalanta: 2010-2011
- Campionato argentino di seconda divisione: 1

Rosario Central: 2012-2013